# Aek Haminjon
Aek Haminjon is een bestuurslaag in het regentschap Tapanuli Selatan van de provincie Noord-Sumatra, Indonesië. Aek Haminjon telt 900 inwoners (volkstelling 2010).